# Abel Alonso Núñez

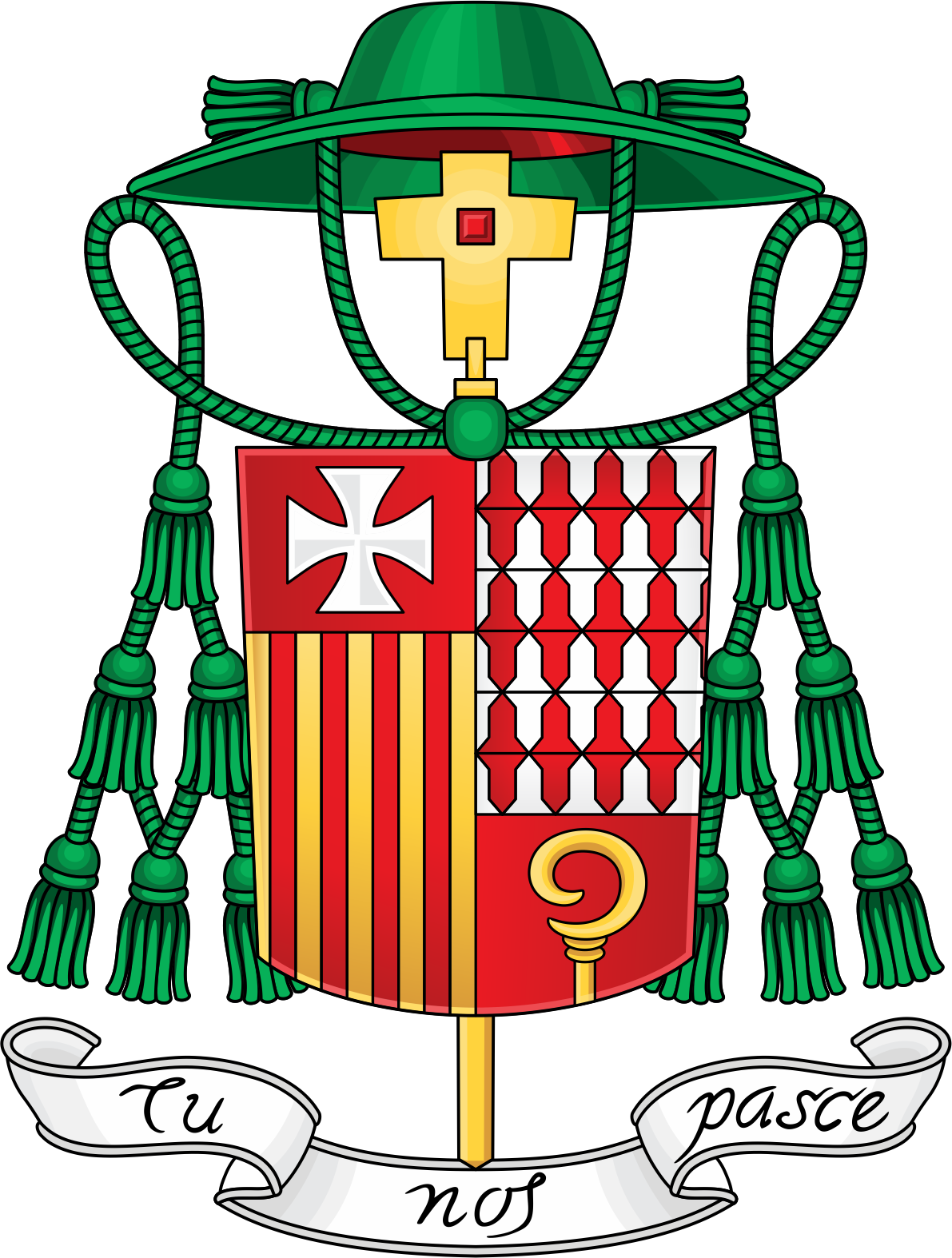
Wappen von Abel Alonso Núñez

Abel Alonso Núñez OdeM (* 14. Juni 1921 in Ríos; † 8. März 2003 in Campo Maior) war ein spanischer Ordensgeistlicher und römisch-katholischer Bischof von Campo Maior.

## Leben
Abel Alonso Núñez trat der Ordensgemeinschaft der Mercedarier bei und empfing am 22. Dezember 1945 die Priesterweihe.
Papst Paul VI. ernannte ihn am 14. Juli 1971 zum Weihbischof in Bom Jesus do Piauí und Titularbischof von Nicives. Der Apostolische Nuntius in Brasilien, Erzbischof Umberto Mozzoni, spendete ihm am 24. September desselben Jahres die Bischofsweihe; Mitkonsekratoren waren José Vázquez Díaz OdeM, Prälat von Bom Jesus do Piauí, Cândido Lorenzo González OdeM, Prälat von São Raimundo Nonato, und José Alberto Lopes de Castro Pinto, Weihbischof in São Sebastião do Rio de Janeiro.
Der Papst ernannte ihn am 24. März 1976 zum Bischof von Campo Maior. Am 2. Februar 2000 nahm Papst Johannes Paul II. seinen altersbedingten Rücktritt an.